# Peißenberg

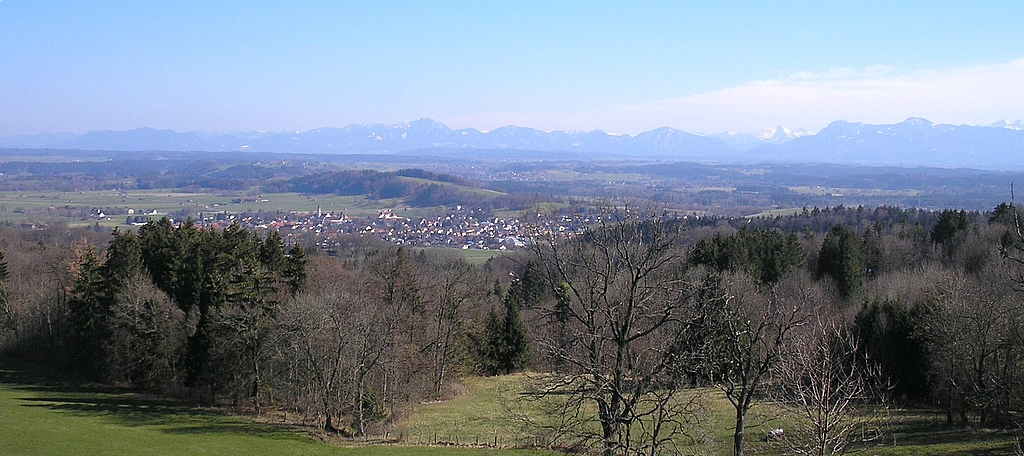
Peißenberg vom Osthang des Hohen Peißenberges bei Windkreuth

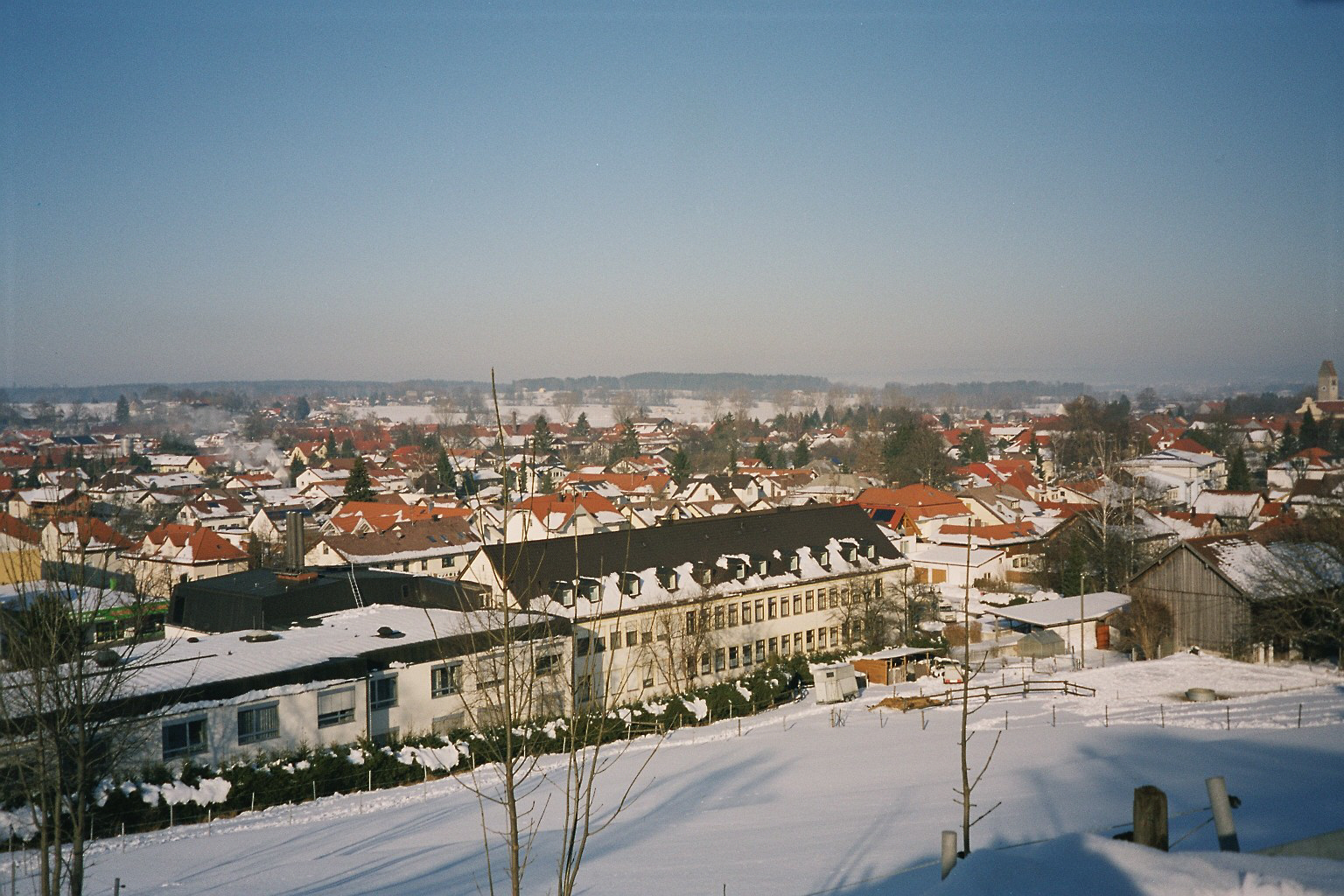
Der Nordteil des Ortes im Winter; im Vordergrund das Krankenhaus, rechts außen die St.-Johann-Kirche

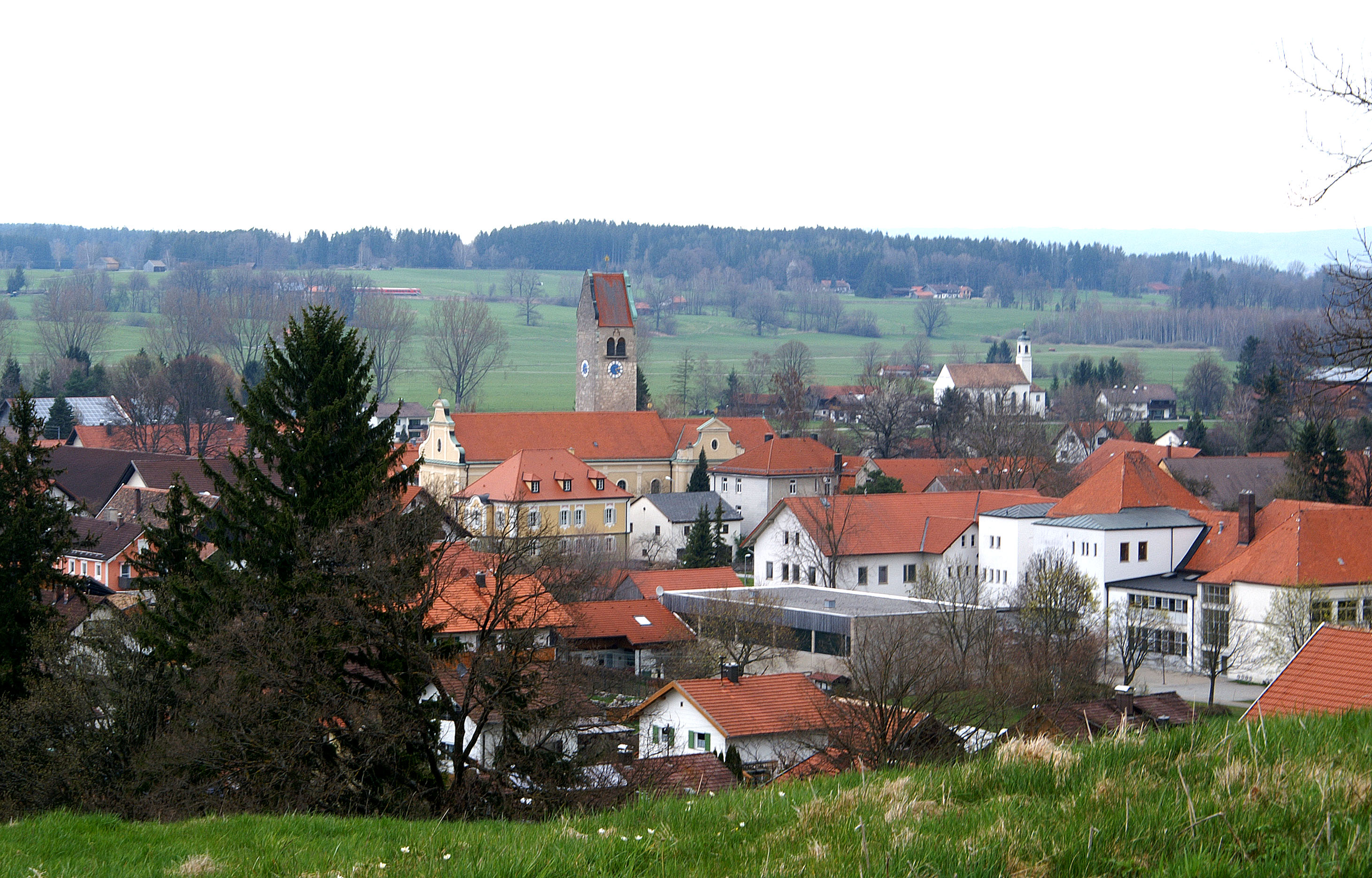
Peißenberg von Süden

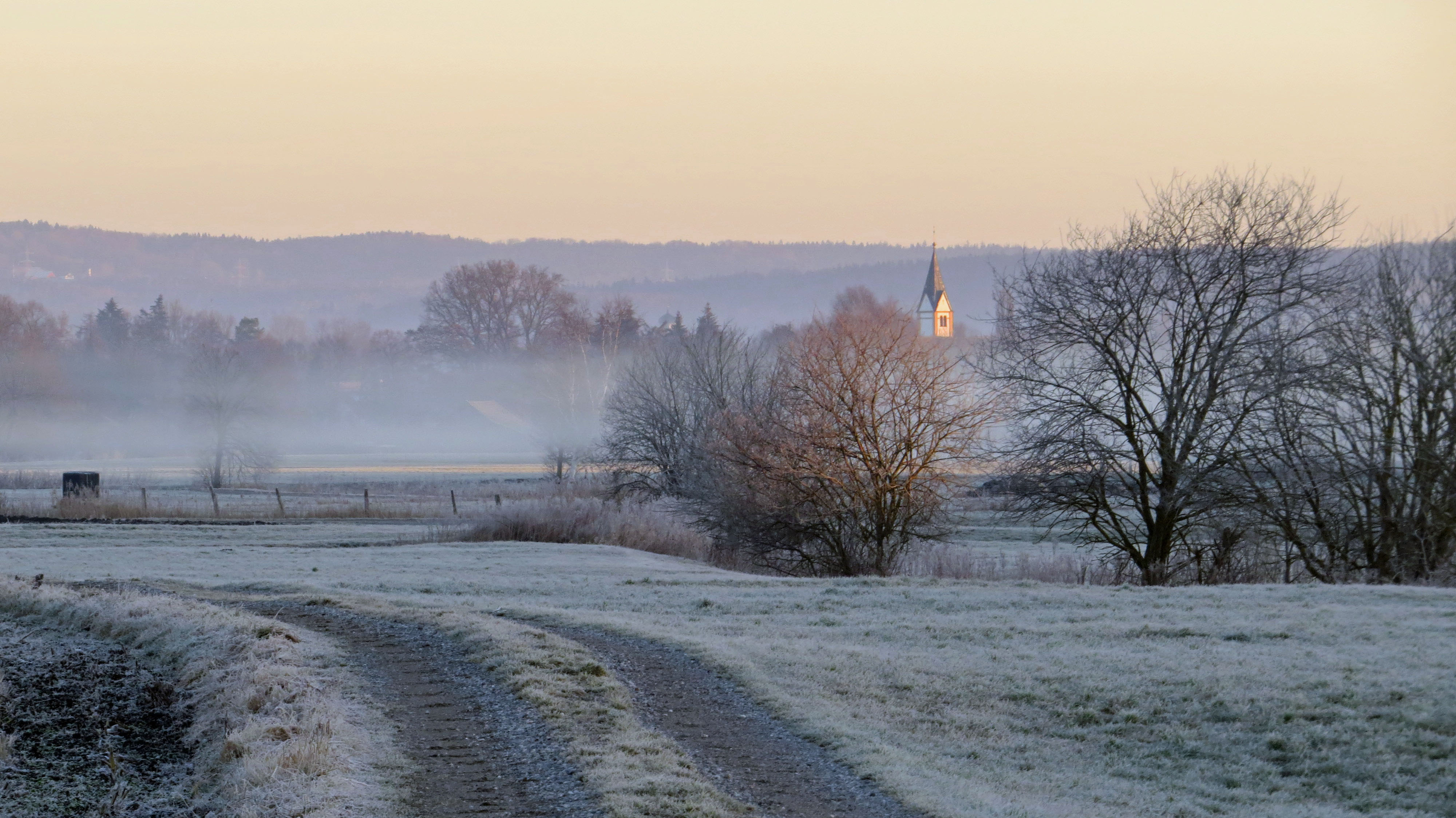
Ammersenke östlich von Peißenberg

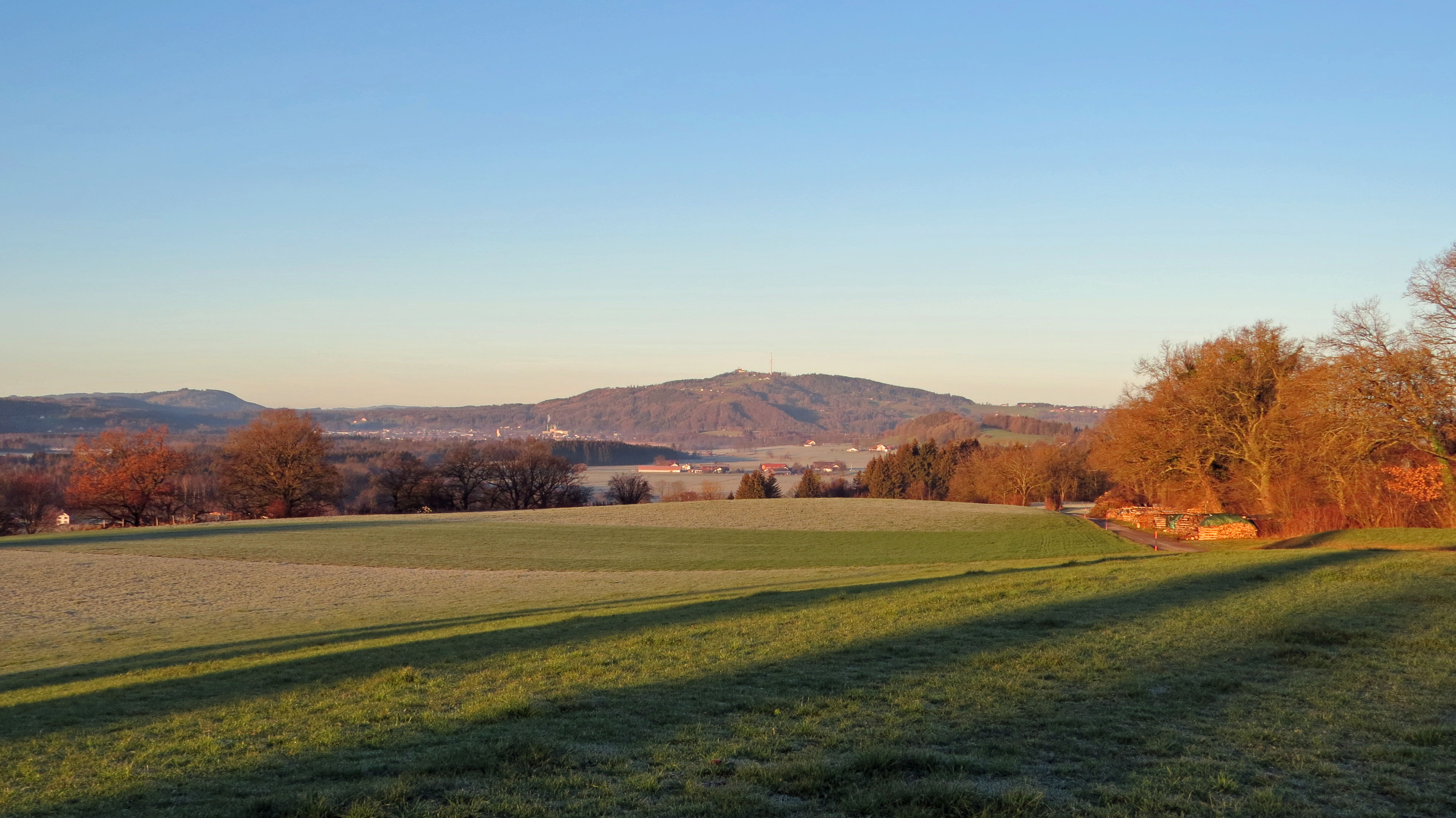
Peißenberg mit dem Hohen Peißenberg von Osten

Peißenberg ist ein Markt im oberbayerischen Landkreis Weilheim-Schongau. Der ursprüngliche Ort wurde bis 1919 Unterpeißenberg genannt.

## Geografie
Peißenberg liegt in der Mitte des Pfaffenwinkels im Alpenvorland, zwischen dem Hohen Peißenberg und dem Guggenberg am linken Ammerufer. Die Gegend ist ländlich geprägt.

### Gemeindegliederung
Die Gemeinde hat zwei größere Teile: Nord („Dorf“) und Süd („Wörth“), die durch die Bergehalde getrennt sind.
Es gibt 25 Gemeindeteile (in Klammern ist der Siedlungstyp angegeben):
- Aich (Kirchdorf)
- Ammerhöfe (Weiler)
- Armeleiten (Einöde)
- Berghof (Weiler)
- Berghofsiedlung (Siedlung)
- Buchen (Einöde)
- Fendt (Weiler)
- Ficht (Einöde)
- Guselried (Einöde)
- Hohenwart (Einöde)
- Oberbuchau (Weiler)
- Peißenberg (Hauptort)
- Rapoltskreut (Einöde)
- Sankt Georg (Einöde)
- Sankt Michael (Einöde)
- Scheithauf (Weiler)
- Scheithauf-Torfwerk (Siedlung)
- Schlag (Weiler), mit Burgstall Schlag
- Schweiber (Weiler)
- Strallen (Weiler)
- Sulz (Weiler)
- Taigschuster (Einöde)
- Tritschenkreut (Einöde)
- Unterbuchau (Weiler)
- Windkreut (Weiler)

### Nachbargemeinden
Nachbargemeinden sind im Uhrzeigersinn, beginnend im Norden: Wessobrunn (Gemeindeteile Forst und Paterzell), Polling, Oberhausen, Böbing und Hohenpeißenberg.

### Geologie
Peißenberg befindet sich am Übergang der Vorlandmolasse zur Faltenmolasse. Die sogenannte Peißenberger Schuppe (ehemals als Mulde bezeichnet) bildet von Norden her kommend den ersten geologisch markanten Bereich der Faltenmolasse im Raum Peißenberg. Weiter südlich folgt die Rottenbucher Mulde. In den steil einfallenden Mulden- bzw. Schuppenschenkeln kommen auch die ursprünglich tiefer gelegenen, kohleführenden Schichten recht nah an die Erdoberfläche heran, was den Abbau der Kohle dort ermöglicht hat. Der Hohe Peißenberg befindet sich am südlichsten Teil der Vorlandmolasse, deren Schichten dort steil nach oben aufgerichtet wurden (aufgerichtete Molasse). Sowohl die Ablagerung der Schichten, als auch deren spätere Auffaltung fand im Zeitalter des Tertiärs statt. Unterhalb der Molassegesteine werden in den Malmkalken große Thermalwasservorkommen vermutet, die geothermisch genutzt werden könnten. Die tertiären Schichten werden nach oben hin von unterschiedlich mächtigen quartären Schichten (vor allem Schotter und Moräne) überlagert.

### Klima
Das Klima in Peißenberg ist relativ kühl, mit einer Jahresdurchschnittstemperatur von 7,5 °C. Der Durchschnittsniederschlag ist 1200 mm. Die niederschlagsreichsten Monate sind Juni und Juli, wobei auch im Januar ein hoher Wert registriert wird. Dieser verteilt sich auf ungefähr 160 Tage, während in der Hälfte dieser Tage Schnee fällt.

### Hochwasserereignisse
1999 hatte die Ammer Hochwasser. Außer wenigen vollgelaufenen Kellern war im Ort selbst nichts passiert, der Campingplatz nahe der Kläranlage wurde jedoch völlig überschwemmt.
Im August 2005 kam das nächste Hochwasser. Auch dieses Mal konnte der Damm dank seiner Erhöhung nach 1999 den Ort retten, jedoch wurde eine noch nicht fertiggestellte Brücke für die Umgehungsstraße von den sich aufstauenden Baumstämmen zerstört – auch ein gezielt eingeleiteter Dammbruch konnte dies nicht verhindern. Während der Monate Juni und Juli hatte an der Brücke aufgrund von Hochwasserschutzmaßnahmen nicht gebaut werden dürfen (zu dieser Zeit hatte die Ammer allerdings Niedrigwasser), und als die Bauarbeiten im August wiederaufgenommen wurden, ereignete sich das Hochwasser. Auch 2005 wurde der Campingplatz schwer in Mitleidenschaft gezogen. Große Schäden richtete ein Starkregenereignis im Sommer 2016 im Bereich der Schongauer Straße und der Bachstraße an, als der Wörthersbach über die Ufer trat.

## Geschichte

### Bis zur Gemeindegründung
Älteste Funde menschlicher Aktivität auf Peißenberger Gebiet stammen aus der Bronze- und Hallstattzeit. Es gab auch Münzfunde aus der Römerzeit, und aus der Merowingerzeit stammen Reihengräber.
Erste schriftliche Erwähnungen stammen aus dem 11. Jahrhundert, unter anderem aus Aufzeichnungen des Klosters Benediktbeuern, das seit dem 10. Jahrhundert hier Besitzungen hatte. Die älteste Urkunde im Peißenberger Archiv trägt ein Siegel von 1659 und bezieht sich auf ein Vorgängerschreiben von 1602. Wichtiges Ereignis war der Titel Kurort für den Nordwestteil des Ortes, damals Sulz, das damit zu Bad Sulz wurde.
Der Ort gehörte zum Rentamt München und zum Landgericht Rauhenlechsberg des Kurfürstentums Bayern. Im Zuge der Verwaltungsreformen im Königreich Bayern entstand mit dem Gemeindeedikt von 1818 die heutige Gemeinde.

### Namensänderung, Markt
Die Gemeinde Unterpeißenberg wurde am 1. März 1919 amtlich in Peißenberg umbenannt und zum Markt ernannt.

### Bergbau
Im frühen 19. Jahrhundert wurde mit dem systematischen Abbau von Pechkohle am Hohen Peißenberg begonnen. Die Vorkommen waren seit etwa 1580 bekannt, als ein Hirtenjunge ein Lagerfeuer machen wollte und plötzlich der ganze Boden in Brand geriet. Durch die sich stärker entwickelnde Kohlennachfrage im Zuge der Industrialisierung wurden die Bodenschätze für den Abbau immer interessanter. In der Folge entwickelte sich Peißenberg zu einem Bergwerksdorf, heute noch sichtbar an den vielen Stollen und an neuer und alter Bergehalde. Es wird angenommen, dass durch den Bergbau die Kur-Quelle von Bad Sulz versiegte, das deswegen den Kurortstatus verlor. Maximal rund 3500 Menschen hatten im Bergwerk Peißenberg ihren Arbeitsplatz. Ab 1927 wurde das Bergwerk durch die BHS betrieben. Im Dezember 1919 kamen 15 Bergleute bei Explosionen im Bergwerk Peißenberg zu Tode. Der Bergbau wurde, obwohl er seinerzeit auf dem modernsten Stand der Technik war, zunächst 1966 an den Standorten Hausham und Penzberg eingestellt und schließlich 1971 auch in Peißenberg aufgegeben. Um nach der Schließung des Bergwerks den Bergleuten gezielt neue Arbeitsplätze zu verschaffen, wurden damals in Peißenberg Fertigungsstandorte und Firmen angesiedelt. Der Ort hält die Erinnerung an die Ära des Bergbaues unter anderem durch die Einrichtung des Bergbaumuseums wach.
Im Zweiten Weltkrieg gab es am 27. Februar 1945 einen Luftangriff auf Peißenberg, der wahrscheinlich das Bergwerk hätte treffen sollen, stattdessen wurden Gebäude zwischen Maistraße und Landesweg getroffen, bei dem es Tote gab.

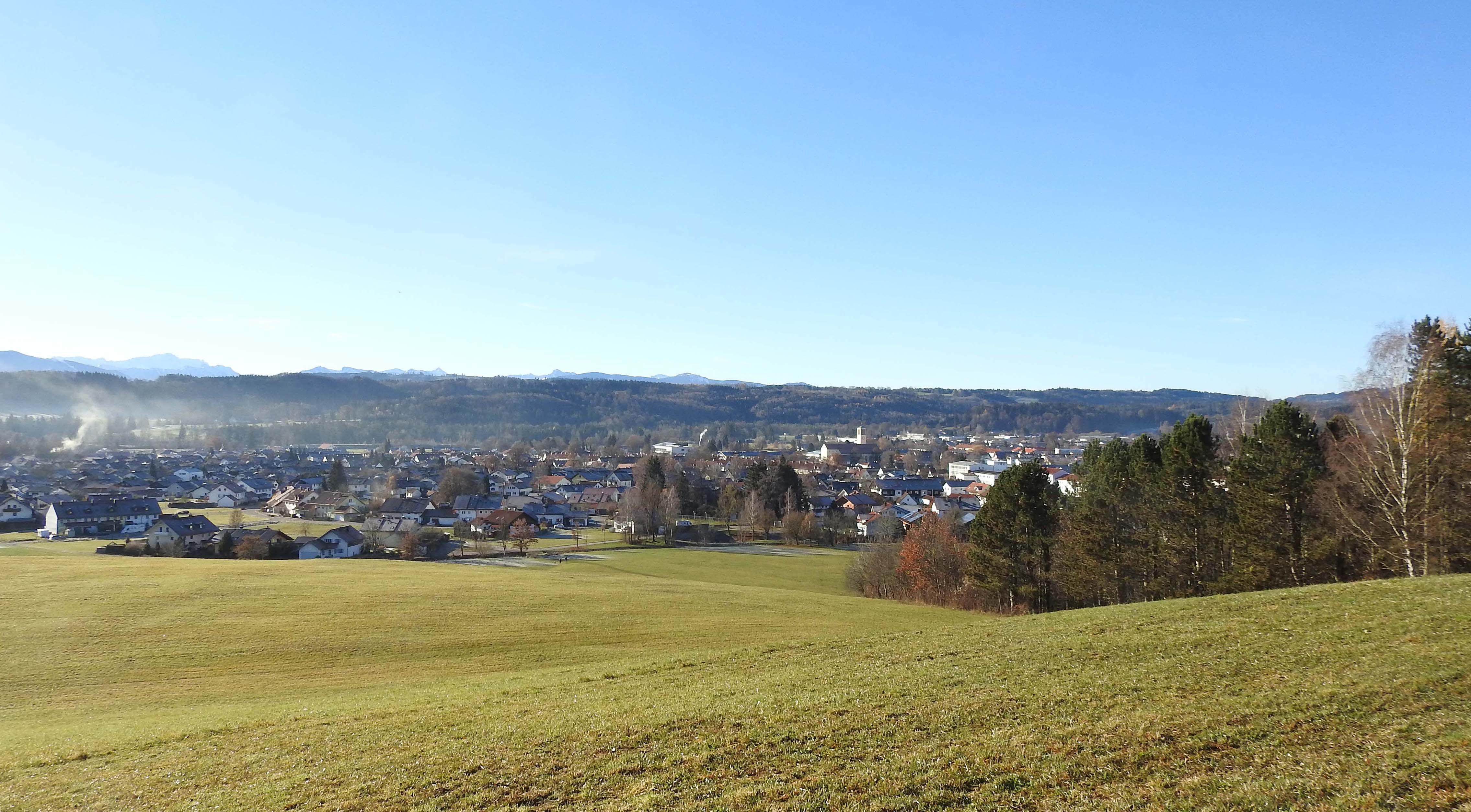
Wörth, der südliche Teil von Peißenberg

### Eingemeindungen
Im Zuge der Gebietsreform in Bayern wurden am 1. Januar 1978 Gebietsteile der aufgelösten Gemeinde Ammerhöfe mit damals etwa 600 Einwohnern und St. Georg, ein ehemals abgelegener Hof, also hauptsächlich südlich des Ortes in loser Anordnung liegende oft landwirtschaftliche Anwesen, Teil des Gemeindegebiets.

### Einwohnerstatistik
Zwischen 1988 und 2018 wuchs der Markt von 10.694 auf 12.595 um 1.901 Einwohner bzw. um 17,8 %.
| Jahr      | 1840 | 1871  | 1900  | 1925  | 1939  | 1950  | 1961  | 1970   | 1987   | 1991   | 1995   | 2000   | 2005   | 2010   | 2015   | 2020   |
| Einwohner | 881  | 1.095 | 2.544 | 5.376 | 6.780 | 8.993 | 9.707 | 10.309 | 10.675 | 11.392 | 11.658 | 12.271 | 12.503 | 12.555 | 12.516 | 12.674 |

### Konfessionsstatistik

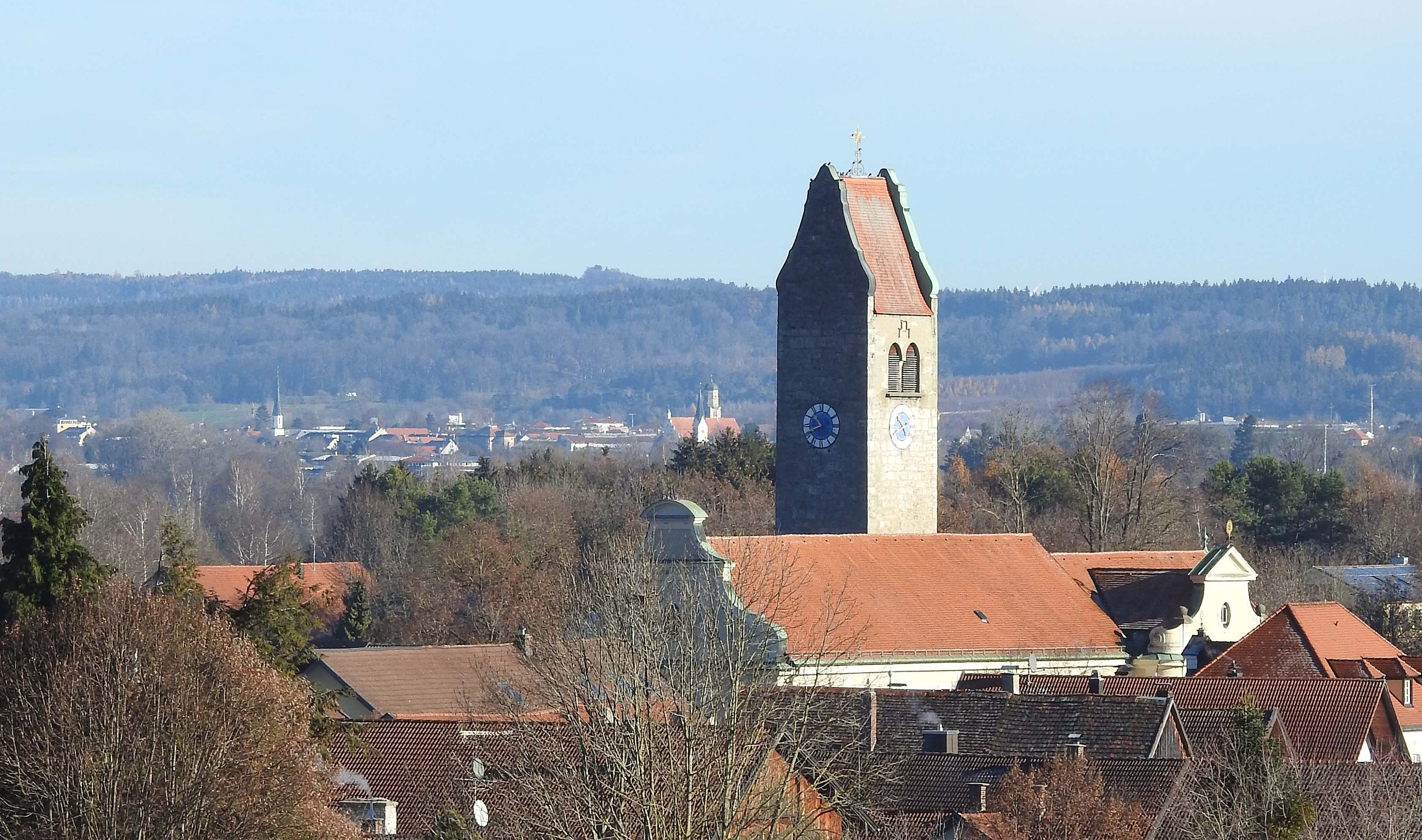
Pfarrkirche St. Johann Baptist in Peißenberg, dahinter Weilheim i. OB

Mit 7.399 Mitgliedern gehörten (2019) 55,4 % der Bevölkerung der römisch-katholischen Kirche an, 11,0 % zählten sich zur evangelischen Kirche und 36,6 % waren konfessionslos oder gehörten einer anderen Religionsgruppe an. Die Anteil der Katholiken und Protestanten an der Gesamtbevölkerung ist seitdem gesunken. Mit Stand Oktober 2024 gehörten noch 46 % der Bevölkerung der katholische Kirche an, 10 % zählten sich zur evangelischen Kirche und 44 % waren konfessionslos oder gehörten einer anderen Glaubensgemeinschaft an.

## Politik

### Gemeinderat
| Partei / Liste                 | Wahl 2020 | Wahl 2020 | Wahl 2014 | Wahl 2014 | Wahl 2008 | Wahl 2008 | Wahl 2002 | Wahl 2002 |
| Partei / Liste                 | %         | Sitze     | %         | Sitze     | %         | Sitze     | %         | Sitze     |
| ------------------------------ | --------- | --------- | --------- | --------- | --------- | --------- | --------- | --------- |
| CSU                            | 28,9      | 07        | 33,7      | 08        | 41,3      | 10        | 55,8      | 14        |
| SPD                            | 17,0      | 04        | 27,4      | 06        | 34,2      | 08        | 31,4      | 07        |
| Peißenberger Liste             | 15,3      | 04        | 23,7      | 06        | –         | 0–        | –         | 0–        |
| Grüne                          | 12,5      | 03        | –         | 0–        | –         | 0–        | –         | 0–        |
| Peißenberger Bürgervereinigung | 11,4      | 03        | 15,2      | 04        | 24,5      | 06        | 12,8      | 03        |
| FW                             | 09,7      | 02        | –         | 0–        | –         | 0–        | –         | 0–        |
| AfD                            | 05,2      | 01        | –         | 0–        | –         | 0–        | –         | 0–        |
| Gesamt                         | 100       | 24        | 100       | 24        | 100       | 24        | 100       | 24        |
| Wahlbeteiligung                | 58,6 %    | 58,6 %    | 57,7 %    | 57,7 %    | 65,6 %    | 65,6 %    | 61,0 %    | 61,0 %    |

### Bürgermeister
| Amtszeit  | Bürgermeister(in)    | Partei / Anmerkung            |
| --------- | -------------------- | ----------------------------- |
| 1870–1890 | Josef Weinbuch       |                               |
| 1890–1893 | Josef Hutter         |                               |
| 1894–1911 | Ulrich Schwaller     |                               |
| 1912      | Johann Hofer         |                               |
| 1912–1919 | Karl Mangold         |                               |
| 1919–1933 | Kaspar Höck          | ab 1930 hauptamtlich          |
| 1933–1937 | Alexander Forthoffer |                               |
| 1937–1945 | Otto Walter          |                               |
| 1945–1946 | Fritz Beyerlein      | kommissarisch im Amt          |
| 1946–1955 | Josef Zerhoch        | SPD                           |
| 1955–1959 | Johann Baudrexl      |                               |
| 1959–1972 | Hans Leibold         | SPD                           |
| 1972–1990 | Matthias Führler     | SPD                           |
| 1990–2008 | Hermann Schnitzer    | CSU                           |
| 2008–2020 | Manuela Vanni        | parteilos (bis März 2011 SPD) |
| 2020–     | Frank Zellner        | CSU                           |

### Partnergemeinden
Seit 1986 unterhält Peißenberg eine Partnerschaft mit der französischen Gemeinde Saint-Brevin-les-Pins. Sie liegt an der Loire-Mündung in den Atlantik und damit ca. 1.300 km entfernt. Des Weiteren existiert durch einen seit 1980 bestehenden Austausch eine inoffizielle Partnerschaft mit Apremont, einem Dorf in den französischen Alpen (Savoyen).

### Wappen und Flagge
| Wappen von Peißenberg | Blasonierung: „In Schwarz über drei zwei zu eins gestellten goldenen Bienen schwebend ein silberner Schlägel und ein silbernes Eisen mit goldenen Griffen in schräger Kreuzung.“ |
| Wappen von Peißenberg | Wappenbegründung: Die Schlägel und Eisen stellen die Bergwerkstradition dar. Die Bienen weisen auf die früher im Gemeindegebiet sehr verbreitete Bienenzucht hin. Ferner symbolisieren sie den Fleiß der Bergmänner und der Bevölkerung. Außerdem führte das Kloster Polling Bienen und Bienenzucht im Wappen und das Dorf Unterpeißenberg war Teil der Hofmark Polling bis zur Säkularisation 1804. Das Wappen hat einen schwarzen Hintergrund. Er steht für die Pechkohle und ihre hohe Bedeutung für die Entwicklung der Gemeinde in der Vergangenheit. Wappenführung seit 1919. |

Die Flagge ist entsprechend den Wappenfarben schwarz und gelb.
Die nicht mehr selbstständige Gemeinde Ammerhöfe führte seinerzeit ein eigenes Wappen.

## Wirtschaft und Infrastruktur

### Verkehr
Die zwei Bahnhöfe Peißenbergs sind:
- Peißenberg (ehemals Werksbahnhof Sulz genannt) und
- Peißenberg Nord (ehemals Unterpeißenberg genannt) an der Bahnstrecke Weilheim–Peißenberg

Der Bahnhof Peißenberg ist Endpunkt der Bahnstrecken Weilheim–Peißenberg und Schongau–Peißenberg. Der erste Streckenabschnitt von Weilheim bis zum Bahnhof Unterpeißenberg wurde 1866 eröffnet. 1875 ging eine Werksbahn für den Kohleverkehr des Bergwerks Peißenberg von Unterpeißenberg bis zum Werksbahnhof Sulz in Betrieb. Die bisherige Werksbahn wurde 1879 für den Personenverkehr freigegeben und der Bahnhof Sulz 1880 in Peißenberg umbenannt. 1917 nahmen die Königlich Bayerischen Staatseisenbahnen den Verkehr auf der weiterführenden Lokalbahn von Peißenberg über Peiting nach Schongau auf. Die Strecke von Weilheim bis Peißenberg wurde durch die Deutsche Reichsbahn 1925 aufgrund des Kohleverkehrs elektrifiziert. Nach der Einstellung der Kohleförderung 1971 wurden die Oberleitungen nicht mehr erneuert und 1983 abmontiert, da die Strecke für die Deutsche Bundesbahn nicht mehr wirtschaftlich war. Heute halten an den Stationen Peißenberg und Peißenberg Nord im Stundentakt Züge der Bayerischen Regiobahn (BRB) von Augsburg-Oberhausen nach Schongau, die in der nachmittäglichen Hauptverkehrszeit durch Verstärkerzüge zwischen Geltendorf und Peißenberg auf einen Halbstundentakt verstärkt werden.
Durch den Ortskern führt die B 472 von Irschenberg nach Marktoberdorf. Im Dezember 2008 wurde, zur Entlastung des Ortes, eine Umgehungsstraße eröffnet, die südlich und östlich am Markt vorbeiführt. Nicht weit im Osten, bei Huglfing, führt die B 2 (München – Garmisch-Partenkirchen) vorbei. Die Autobahnanschlussstelle liegt bei Sindelsdorf, ungefähr 30 km östlich der Gemeinde.

### Ansässige Unternehmen
- Agfa Health Care (Medizintechnik)
- Aerotech Peissenberg GmbH & Co. KG (Luftfahrtindustrie, ehemaliger Produktionsstandort der Motoren- und Turbinen-Union (MTU) München)
- Peissenberger Kraftwerksgesellschaft mbH, Betreiberin der Motorheizkraftwerke Peissenberg
- Produktionsstandort der TQ-Systems
- PRIMACON Maschinenbau GmbH (gegründet 1995)
- Weckerle Group (Weckerle Cosmetics, Weckerle Machines)

## Öffentliche Einrichtungen

### Bildungseinrichtungen
In der Gemeinde gibt es die folgenden Bildungseinrichtungen:
- zwei Grundschulen:
  - Josef Zerhoch
  - St. Johann
- Josef Zerhoch Mittelschule
- Staatliche Realschule
- Montessori Grund- und Hauptschule
- eine Volkshochschule

### Freizeit- und Sportanlagen
Peißenberg besitzt eine Sportanlage mit einem Fußballstadion, zwei Turnhallen und zwei Trainingsplätzen. Außerdem gibt es das beheizte Freizeitbad „Rigi Rutsch´n“, das im Sommer sehr viele Gäste anzieht. Der Campingplatz an der Ammer wie auch die Ammer selbst sind ebenfalls beliebt für einen Aufenthalt zum Schwimmen. Zudem verfügt Peißenberg über ein Eisstadion, in dem im Winter die Eishockeymannschaften des TSV Peißenberg, im Sommer die Rolling Bears und die Weilheim Streetkings spielen. Bedeutende Vereine sind der Sportverein TSV Peißenberg und der Schützenverein VSG Peißenberg.

## Kultur und Sehenswürdigkeiten

### Museen
Peißenberg besitzt ein Bergwerksmuseum, das an die Zeit der Pechkohleförderung erinnert. Man kann im Zuge des Museumsbesuchs auch einen alten Stollen besuchen.

### Bauwerke

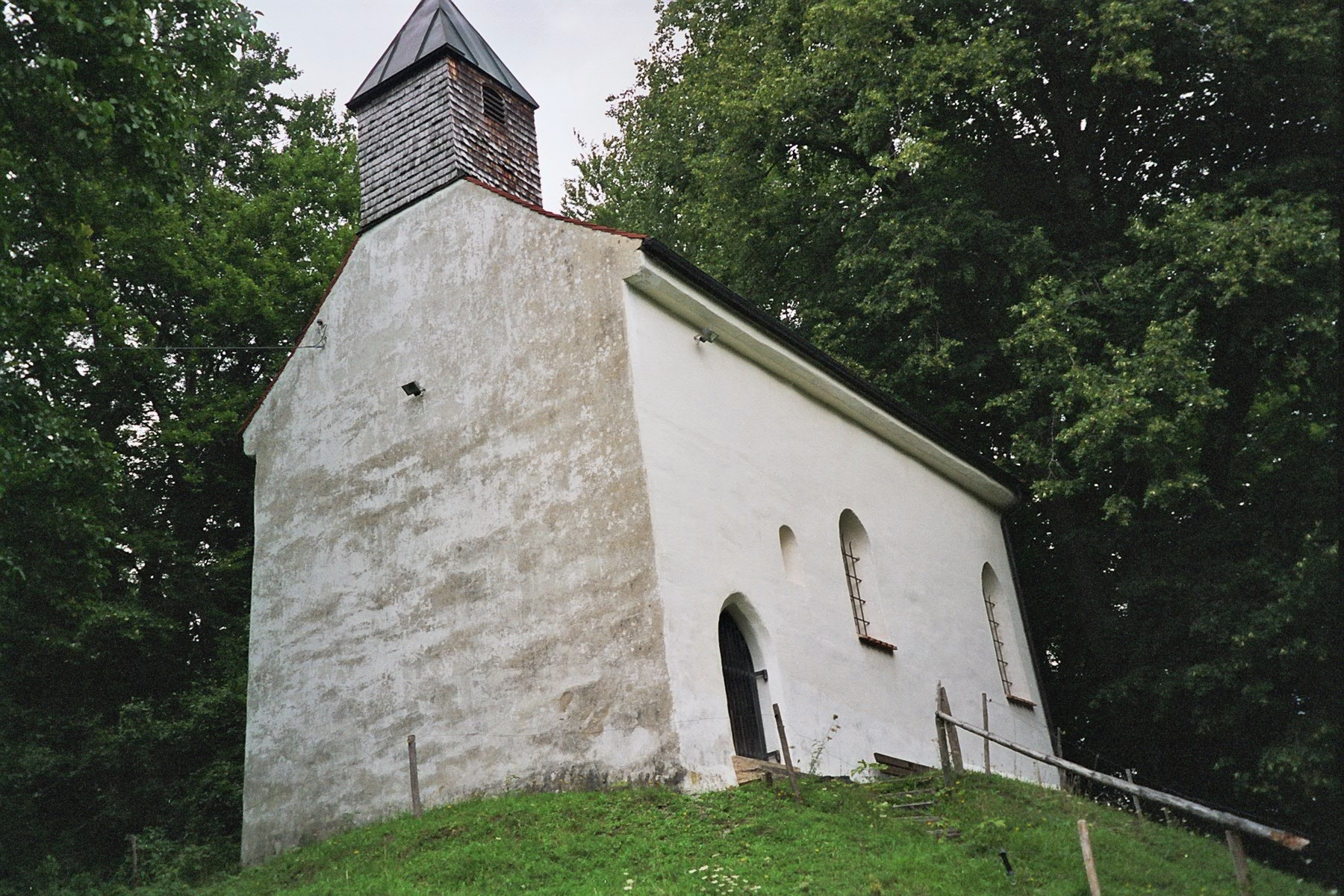
Kapelle St. Georg

In Peißenberg befindet sich die mittelalterliche Kapelle St. Georg, die sich in Privateigentum befindet, aber besichtigt werden kann; Interessierte können am Bauernhof St. Georg nach dem Schlüssel fragen. In der Kapelle befindet sich die einzige Bilddarstellung des Martyriums des hl. Georgs aus dem 15. Jahrhundert anstelle der bekannten Ritter-Drachendarstellung.
An der Stelle der Kapelle stand bis in den Anfang des 14. Jahrhunderts die Burg Bisenperc der Grafen von Seefeld, die zu den Grafen von Andechs-Meranien gehörten. Der Berg des Biso oder Burg des Biso ist wohl Namensgeber von Berg und Ortschaft.
Weiterhin gibt es die Tiefstollenhalle, ehemals Arbeitshallen des Peißenberger Bergwerks, die nach ihrem Umbau als Veranstaltungshalle verwendet wird.
An der Bundesstraße befand sich auch das Schiefe Haus. Es wurde von einem Bergmann auf einem Moorgebiet gebaut, weswegen es sich im Laufe der Zeit neigte, sodass der Besitzer alle zehn Jahre die Böden begradigen musste. Heute ist das Moor trockengelegt worden und an der Stelle des Hauses steht inzwischen ein neues Haus.

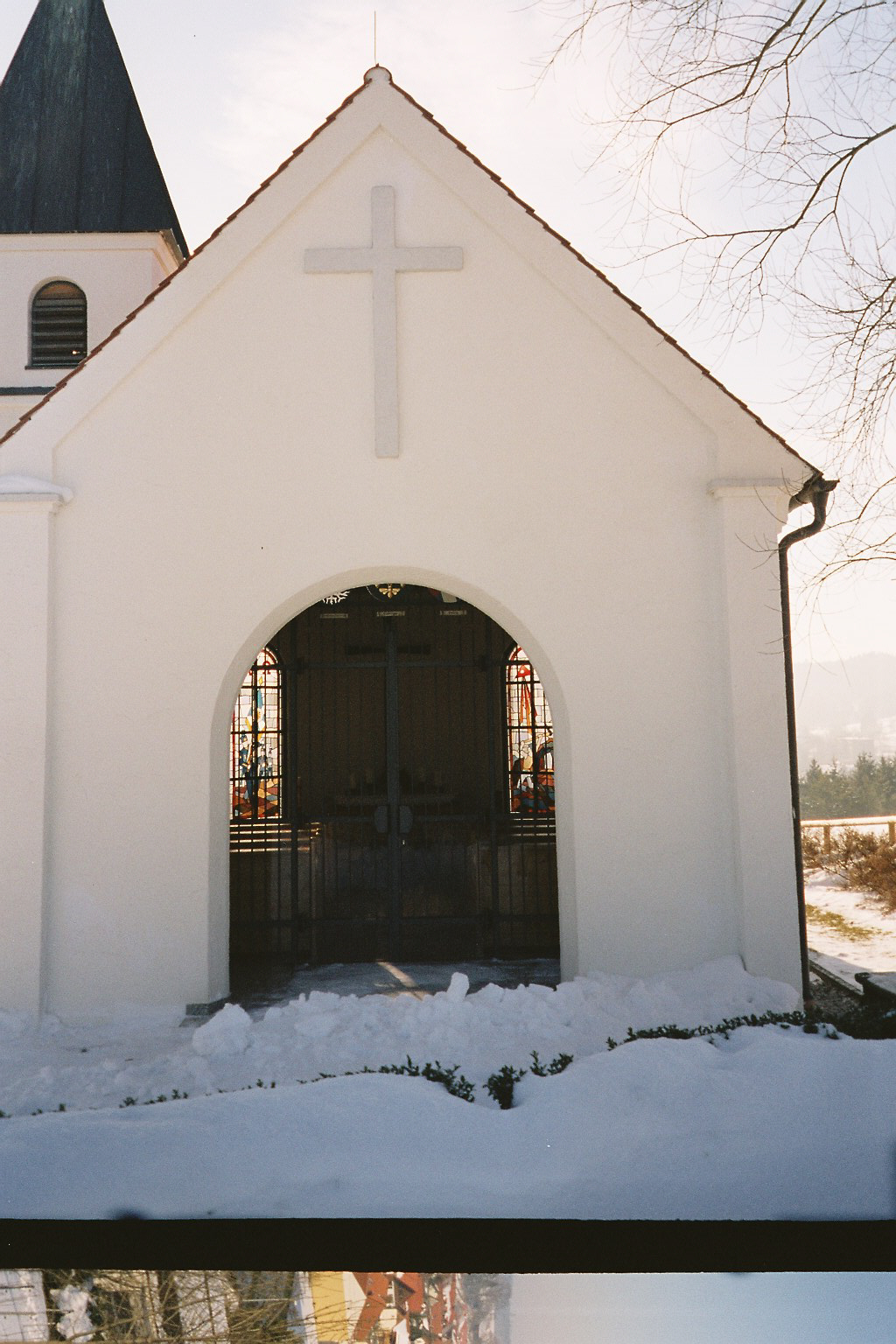
Knappengedächtniskapelle

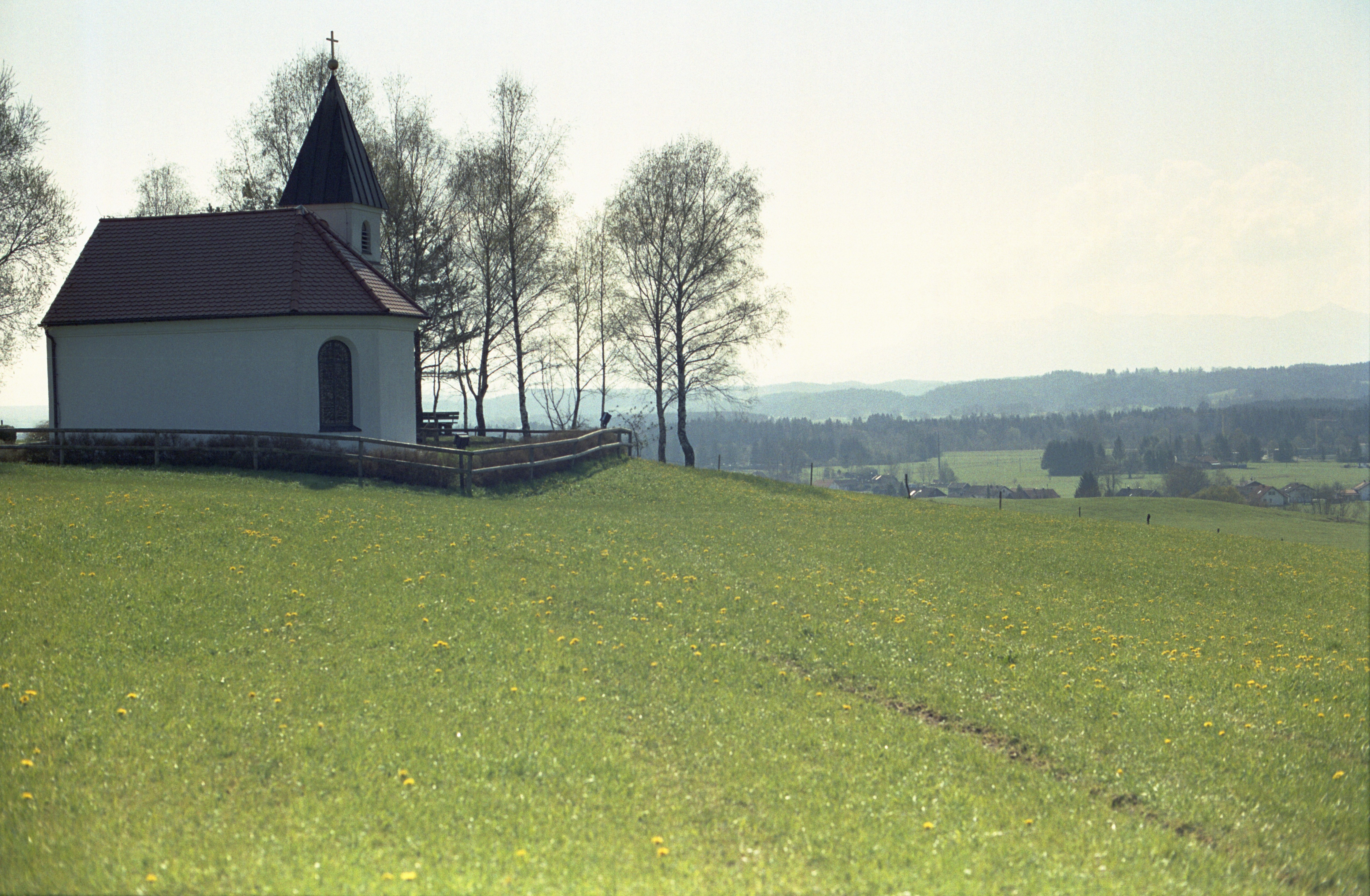
Knappenkapelle auf der Bergehalde (2003)

Der Bergwerksgedenkverein hat eine Kapelle auf dem Guggenberg zum Gedenken der Bergleute errichtet. Der Altar der Kapelle ist ein ehemaliger Bergwerkshunt. Die Kapelle heißt Knappengedächtniskapelle, oder inoffiziell Guggenbergkapelle; es führen einige Fußwege zu ihr den Berg hinauf.

### Regelmäßige Veranstaltungen
- Am letzten Sonntag im Oktober findet die Leonhardifahrt mit ca. 200 Pferden, Motivwägen und Blaskapellen statt.

## Trivia
Die Pechkohle-Bergehalde diente in den 1960er Jahren als Kulisse für mehrere Außendrehs der Fernsehserie Raumpatrouille – Die phantastischen Abenteuer des Raumschiffes Orion.

## Persönlichkeiten

### Ehrenbürger
| Person             | Beruf                                   | verliehen im Jahr |
| ------------------ | --------------------------------------- | ----------------- |
| Michael Zieglmeier | Oberbergdirektor                        | 1934              |
| Hans Leibold       | Bergmann und Bürgermeister              | 1973              |
| Matthias Führler   | Bergmann, Gewerkschafter, Bürgermeister | 1990              |
| Josef Lindauer     | Landmaschinenkaufmann                   | 1992              |

### Söhne und Töchter der Gemeinde
- Ignaz Lengelacher (1698–1780), Bildhauer[34][35]
- Matthäus Günther (1705–1788), Maler des Rokoko
- Joachim Günther (1720–1789), Bruder von Matthäus Günther; Hofbildhauer zu Bruchsal im Hochstift Speyer
- Gerhoh Steigenberger (1741–1787), Augustinerchorherr, Hochschullehrer und Bibliothekar
- Anton Roiderer (* 1944), Wiesnwirt und Gastwirt in Straßlach[36]
- Albert Gilg (* 1956), Mathematiker
- Ursula Lenker (* 1963), Anglistin und Professorin an der Ludwig-Maximilians-Universität München
- Thomas Schlemmer (* 1967), Historiker und Privatdozent an der Ludwig-Maximilians-Universität München
- Alexander Dobrindt (* 1970), Bundesverkehrsminister im Kabinett Merkel III
- Josef Staltmayr (* 1980), Eishockeyspieler
- Stefan Schmid (* 1986), Triathlet und Ironman-Sieger
- Monika Bittner (* 1988), Eishockeyspielerin
- Thomas Oppenheimer (* 1988), Eishockeyspieler
- Marco Pfleger (* 1991), Eishockeyspieler
- Philipp Floritz (* 1991), Tischtennisspieler
- Markus Schweiger (* 2002), Eishockeyspieler
- Ronja Hark (* 2003), Eishockeyspielerin

### Weitere mit dem Ort verbundene Persönlichkeiten
- Carl Spitzweg (1808–1885), Maler; fasste bei einem Kuraufenthalt in Bad Sulz endgültig den Entschluss, Maler zu werden